# Podział administracyjny Kościoła katolickiego na Tajwanie
Podział administracyjny Kościoła katolickiego na Tajwanie – w ramach Kościoła katolickiego na Tajwanie funkcjonują obecnie jedna metropolia, w której skład wchodzi jedna archidiecezja i sześć diecezji.
- Metropolia Tajpej
  - Archidiecezja Tajpej
  - Diecezja Xinzhu
  - Diecezja Hualian
  - Diecezja Kaohsiung
  - Diecezja Jiayi
  - Diecezja Taizhong
  - Diecezja Tainan